# 驯龙镇
驯龙镇，是中华人民共和国四川省资阳市安岳县下辖的一个乡镇级行政单位。2019年12月，撤销自治乡，将其所属行政区域划归驯龙镇管辖。

## 行政区划
驯龙镇下辖以下地区：
文寿社区、菩提社区、光荣村、石窝村、三清村、棚安村、栽田村、观礼村、教安村、阳虹村、双茂村、井沟村、鱼栈村、龙坝村、乐慈村、沿滩村、四平村、英林村、毛河村、黄河村、下坝村、万新村、河坎村、金鸡村、九沟村和铁福村。